# Stapelia
Stapelia is een geslacht van ongeveer veertig soorten planten, die voornamelijk voorkomen in Zuid-Afrika. Het zijn succulente, bladloze planten die doorgaans laag bij de grond groeien in dichte matten. Op het eerste gezicht kunnen ze verward worden met cactussen vanwege hun uiterlijk. Ze hebben echter geen naalden en de overeenkomsten met cactussen zijn te verklaren als convergente evolutie.
Het meest kenmerkend aan Stapelia zijn de opvallende bloemen. In de gebieden waar deze planten voorkomen zijn er weinig bestuivende insecten zoals bijen en vlinders. In plaats van bloemen te maken die aantrekkelijk zijn voor insecten door het aanbieden van nectar, richten de Stapelia-soorten zich op het aantrekken van aasvliegen. De aasbloemen produceren de geur van rottend vlees. De bloemen hebben een stervormig uiterlijk met vijf kelkbladeren en een corona die de stampers en de meeldraden omvat. Door de vlezige structuur, de behaarde bloembladeren en de bleek gele tot diep rode kleur wordt de indruk gewekt dat het hier gaat om een dood dier. Het patroon van stippen en lijnen suggereert daarbij ook nog eens de aanwezigheid van vliegen op de bloem. Deze combinatie van eigenschappen maakt deze bloemen onweerstaanbaar voor aasvliegen en deze zorgen dan ook voor bestuiving als ze van bloem naar bloem trekken. De bestuiver wordt uiteindelijk niet beloond (er is geen nectar te verzamelen) en de eitjes die de vliegen op de bloem leggen zijn een triest lot beschoren. De maden van de vliegen sterven een hongerdood op en rond de bloem.
Enkele soorten worden vanwege hun opmerkelijke bloemen als kamerplant gehouden.

## Soorten
- Stapelia acuminata
- Stapelia albicans
- Stapelia albipilosa
- Stapelia arenosa
- Stapelia asterias
- Stapelia aurea
- Stapelia ausana
- Stapelia barklyi
- Stapelia bayfieldii
- Stapelia baylissii
- Stapelia bella
- Stapelia cactiformis
- Stapelia cantabrigensis
- Stapelia caudata
- Stapelia cedrimontana
- Stapelia clavicorona
- Stapelia cupularis
- Stapelia desmetiana
- Stapelia dinteri
- Stapelia divaricata
- Stapelia divergens
- Stapelia engleriana
- Stapelia erectiflora
- Stapelia flavirostris
- Stapelia flavopurpurea
- Stapelia gariepensis
- Stapelia gettliffei
- Stapelia gigantea
- Stapelia glabricaulis
- Stapelia glabriflora
- Stapelia glanduliflora
- Stapelia grandiflora
- Stapelia hanburyana
- Stapelia hirsuta
- Stapelia immelmaniac
- Stapelia knobelii
- Stapelia kougabergensis
- Stapelia kwebensis
- Stapelia leendertziae
- Stapelia lepida
- Stapelia macloughlinii
- Stapelia macowanii
- Stapelia maculosa
- Stapelia maculosoides
- Stapelia melanantha
- Stapelia mutabilis
- Stapelia obducta
- Stapelia olivacea
- Stapelia pachyrrhiza
- Stapelia paniculata
- Stapelia parvula
- Stapelia pearsonii
- Stapelia peglerae
- Stapelia pillansii
- Stapelia portae-taurinae
- Stapelia praetermissa
- S. praetermissa var. luteola
- S. praetermissa var. praetermissa
- Stapelia preastans
- Stapelia remota
- Stapelia rubiginosa
- Stapelia rufa
- Stapelia schinzii
- Stapelia scitula
- Stapelia tsomoensis
- Stapelia unicornis
- Stapelia variegata
- Stapelia vetula
- Stapelia villetiae
- Stapelia youngii